# Разом або ніяк
«Разом або ніяк» (фр. Nous trois ou rien) — французький комедійно-драматичний фільм, знятий Кероном Табібом. Світова прем'єра стрічки відбулась 22 жовтня 2015 року на Токійському міжнародному кінофестивалі. Фільм розповідає про іранську родину, яка переживає різні труднощі.

## У ролях
- Керон Табіб — Хібат Табіб
- Лейла Бехті — Ферештех Табіб

## Визнання
| Нагороди та номінації фільму «Разом або ніяк» | Нагороди та номінації фільму «Разом або ніяк» | Нагороди та номінації фільму «Разом або ніяк» | Нагороди та номінації фільму «Разом або ніяк» | Нагороди та номінації фільму «Разом або ніяк» | Нагороди та номінації фільму «Разом або ніяк» |
| Рік                                           | Кінопремія / Кінофестиваль                    | Категорія / Нагорода                          | Номінант                                      | Результат                                     |                                               |
| --------------------------------------------- | --------------------------------------------- | --------------------------------------------- | --------------------------------------------- | --------------------------------------------- | --------------------------------------------- |
| 2015                                          | Токійський міжнародний кінофестиваль          | Гран-прі «Токійська сакура»                   | «Разом або ніяк»                              | Номінація                                     |                                               |
| 2015                                          | Токійський міжнародний кінофестиваль          | Спеціальний приз журі                         | «Разом або ніяк»                              | Перемога                                      |                                               |
| 2016                                          | Премія «Сезар»                                | Найкращий дебютний фільм                      | «Разом або ніяк»                              | Номінація                                     |                                               |